# Eupromerella semigrisea
Eupromerella semigrisea är en skalbaggsart som först beskrevs av Bates 1861.  Eupromerella semigrisea ingår i släktet Eupromerella och familjen långhorningar.
Artens utbredningsområde är Paraguay. Inga underarter finns listade i Catalogue of Life.